# Выборы в Европейский парламент на Кипре (2014)
Выборы в Европейский парламент в Республике Кипр прошли 24 мая 2014 года. На выборах избрана делегация Кипра, состоящая из 6 депутатов.
По сравнению с предыдущими европейскими выборами 2009 года в результате подписания Лиссабонского договора в декабре 2009 года делегация Кипра не изменилась и сохранила 6 мест Европарламента.

## Результаты
- Демократическое ралли (ЕНП) — 97,732 голосов (37,75 %), 2 места
- Прогрессивная партия трудового народа (ЕЛ) — 69,852 голосов (26,98 %), 2 места
- Демократическая партия (нез) — 28,044 голосов (10,83 %), 1 место
- Движение за социал-демократию (ПЕС) — 19,894 голосов (7,68 %), 1 место